# Emilio Osorio
Emilio Osorio Marcos (Ciudad de México, 25 de noviembre de 2002), es un actor mexicano, conocido por interpretar a Aristóteles Córcega en Mi marido tiene familia (2017) y Juntos el corazón nunca se equivoca (2019).
Es hijo de Juan Osorio y la vedette Niurka Marcos.

## Carrera
Debutó como actor en 2013 en Porque el amor manda, donde también mostró su talento en canto y baile. En 2014, tuvo un papel destacado en Mi corazón es tuyo, donde interpretó a Sebastián Lascurain, uno de los siete hijos del personaje de Jorge Salinas. En donde al año siguiente, también participó en la obra musical.
En 2015, tuvo un papel en la serie Como dice el dicho interpretando a Ramón en el episodio «No juzgues a tus semejantes». En 2016 participó en Sueño de amor.
En 2017 se integró al elenco de Mi marido tiene familia en donde comparte créditos con René Casados y Gabriela Platas e interpreta a Aristóteles Córcega Castañeda, un joven con problemas de autoestima y déficit de atención, que logra salir adelante a pesar de las situaciones que le presenta la vida. Gracias a este personaje, él se ha dado a conocer debido a su relación homosexual dentro de la trama que vive. Además participó en la obra musical de Mi marido tiene más familia llamada "Aristemo el musical".
Ha lanzado varios sencillos promocionales para su primer álbum de estudio como «Juegos de amor», «Labios de miel», «Viernes otra vez» y «Bronceados de amor». Hizo audición en La voz México 2018 donde no clasificó. En 2019 se une al elenco de Juntos el corazón nunca se equivoca, donde comparte créditos con Joaquín Bondoni y nuevamente interpreta el mismo personaje de Aristóteles Córcega.

## Filmografía

### Televisión
| Año       | Título                              | Personaje                     | Notas                             |
| --------- | ----------------------------------- | ----------------------------- | --------------------------------- |
| 2013      | Porque el amor manda                | Quico Cárdenas                |                                   |
| 2014–2015 | Mi corazón es tuyo                  | Sebastián Lascuráin Diez      |                                   |
| 2015      | Como dice el dicho                  | Ramón                         | Ep. «No juzgues a tus semejantes» |
| 2016      | Sueño de amor                       | Kiko Gallo                    |                                   |
| 2017–2019 | Mi marido tiene familia             | Aristóteles Córcega Castañeda |                                   |
| 2018      | La voz México                       | El mismo                      | Audiciones a ciegas               |
| 2019      | Juntos el corazón nunca se equivoca | Aristóteles Córcega Castañeda |                                   |
| 2019      | Alma de ángel                       | Aristóteles Córcega Castañeda | Ep. «Esmeralda (La medium)»       |
| 2019      | Soltero con hijas                   | El mismo                      | Invitado, 2 episodios.            |
| 2021      | ¿Qué le pasa a mi familia?          | Eduardo "Lalo" Rueda Torres   |                                   |
| 2021      | ¿Quién es la máscara?               | La Hueva                      | 3.ᵉʳ lugar                        |
| 2022      | El último rey                       | Alejandro Fernández de joven  |                                   |
| 2023      | La casa de los famosos México       | Participante                  | 5ᵗᵒ Finalista                     |
| 2025      | Amanecer                            | Tonatiuh Talavera             | Reparto recurrente                |

## Discografía

### Sencillos
- «Coro de amor» (con Karol Sevilla)[26]
- «Hoy me tengo que ir»[27]
- «Danzón»[28]
- «Es una locura» (Con Mane de la Parra)[29]
- «1+»
- «Sea lo que será»[30]
- «Cupido»[31]
- «Solo un beso»[32]

### Álbumes de estudio
- Emilio (2019)
- Emilio edición especial (2019)
- 3+ EP (2021)
- E2 (2022)

## Teatro
| Año  | Título                       | Personaje                     |
| ---- | ---------------------------- | ----------------------------- |
| 2015 | Mi corazón es tuyo           | Sebastián Lascuráin Diez      |
| 2019 | Aristemo el musical          | Aristóteles Córcega Castañeda |
| 2023 | El chico del apartamento 512 | Fernando                      |

## Premios y nominaciones
| Año  | Premio                    | Categoría            | Trabajos nominados                  | Resultado |
| ---- | ------------------------- | -------------------- | ----------------------------------- | --------- |
| 2015 | Kids Choice Awards México | Revelación Favorita  | Mi corazón es tuyo                  | Nominado  |
| 2018 | Tv Adicto Golden Awards   | Revelación masculina | Mi marido tiene más familia         | Ganador   |
| 2019 | Premios TVyNovelas        | Mejor Actor Juvenil  | Mi marido tiene más familia         | Nominado  |
| 2019 | Premios Eres              | Mejor actor          | Mi marido tiene más familia         | Ganador   |
| 2019 | Premios Eres              | Mejor beso           | Mi marido tiene más familia         | Ganador   |
| 2019 | E! Online TV's Top Couple | Mejor pareja         | Mi marido tiene más familia         | Ganador   |
| 2019 | MTV Millennial Awards     | Pareja en llamas     | Mi marido tiene más familia         | Nominado  |
| 2019 | E! Online TV Scoop Awards | Mejor rendimiento    | Juntos el corazón nunca se equivoca | Ganador   |
| 2019 | Kids Choice Awards México | Actor favorito       | Mi marido tiene más familia         | Ganador   |
| 2019 | Kids Choice Awards México | Ship favorito        | Mi marido tiene más familia         | Ganador   |
| 2020 | Premios Nova Más          | Mejor Beso           | Mi marido tiene más familia         | Ganador   |
| 2020 | Kids Choice Awards México | Actor favorito       | Juntos el corazón nunca se equivoca | Nominado  |
| 2020 | BreakTudo Awards          | Ship de ficción      | Juntos el corazón nunca se equivoca | Nominado  |
| 2020 | Premios TVyNovelas        | Beso más delicioso   | Juntos el corazón nunca se equivoca | Ganador   |
| 2020 | Premios TVyNovelas        | Pareja favorita      | Juntos el corazón nunca se equivoca | Ganador   |
| 2020 | Premios TVyNovelas        | Estrella influencer  | Él mismo                            | Nominado  |